# Tom Grönberg
Tom Carl Ernst Grönberg, född 8 november 1941 i Helsingfors, är en finländsk diplomat.

## Biografi
Grönberg trädde 1969 i Utrikesministeriets tjänst och var 1970–1973 chef för Yles utlandstjänst samt 1973–1974 statsministerns sekreterare. Han var 1975–1983 och 1987–1990 biträdande avdelningschef vid Utrikesministeriet och 1983–1987 ambassadör i Kenya. Vidare tjänstgjorde han som chef för Utrikesministeriets rättsavdelning 1990–1994 samt som ambassadör vid Europarådet 1994–1998 och i Wien 1998–2005.
Han erhöll titeln vicehäradshövding 1971.